# クルトン

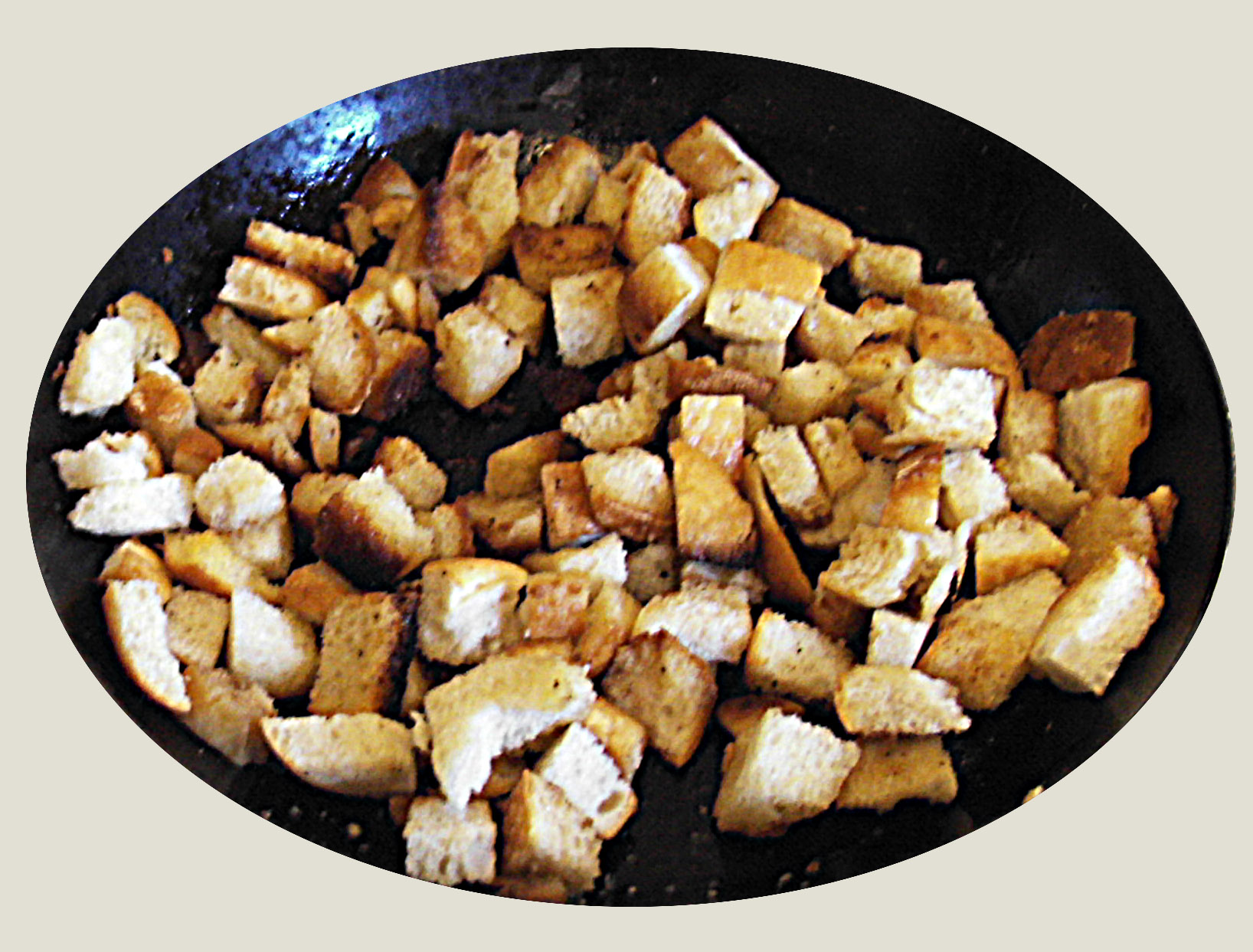
クルトン

クルトン（仏: croûton、英: crouton）は、サイコロ状に切ったパンをもう一度焼き上げたり、バターや油で炒めたり揚げたりしたものである。ゴマをまぶしたり塩、香辛料、ハーブなどで味を付けることもある。硬くなったパンを使うのが一般的である。
主にシーザーサラダを代表とするサラダのトッピングやスープの浮き実に使われる。また、ローストチキンなどの詰め物をつくるのにもしばしば用いられる。

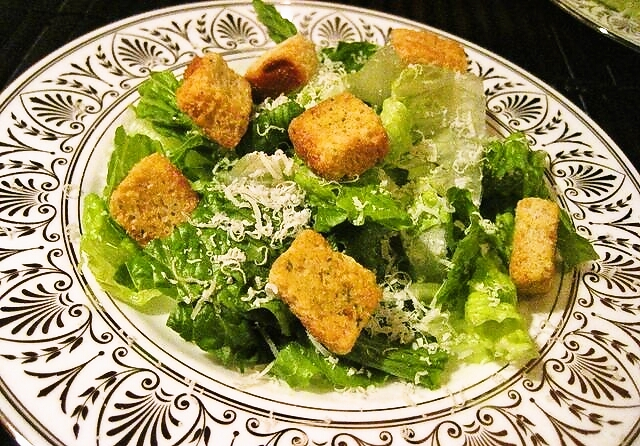
クルトンが欠かせないシーザーサラダ

パンをクルトンよりも細かく粉状にして乾燥させたものをパン粉と呼び、フライやトンカツの衣やハンバーグや肉団子のつなぎなどに用いる。
語源はパンの外側の固い部分などを意味するクルート（仏: croûte）である。

## その他のクルトン
クルトン（Qruton、日本国外：Numblast） - ソニー・コンピュータエンタテインメントが発売したアクションパズルゲーム。PlayStation PortableとPlayStation 3の両機種向けに2009年6月18日に配信開始された（オンライン配信限定）。後にPlayStation Mobile（PlayStation Vita・PlayStation Certifiedデバイス）向けにも配信されている。 
ディレクターは長岡靖仁が、キャラクターデザイナーは篠﨑香織がそれぞれ務めた。
同作はキューブに記された1から4の数字をそろえると爆発する「クルトン・キューブ」を題材としており、爆発する際にキューブの数字は一つだけ繰り上がる仕組みとなっている。物語は天才少年・青山チョコが、「クルトン・キューブ」の爆発の際に生じるエナジーを用いて、実験中の事故でサルになってしまった赤坂先輩を元に戻そうと奔走する様子が描かれている。
- クルトン 公式サイト - ソニー・コンピュータエンタテインメント

クルトン - 関ジャニ∞の曲。アルバム「8EST」に収録。